# روابط جنسی، مرگ و معنای زندگی
روابط جنسی، مرگ و معنای زندگی (به انگلیسی: Sex, Death and the Meaning of Life) یک مستند تلویزونی سه قسمتی که توسط ریچارد داوکینز ارائه شده‌است. در این مستند او به بررسی آنچه که عقل و علم ممکن است در رویدادهای مهم زندگی انسان ارائه دهند می‌پردازد. داوکینز استدلال می‌کند که عقایدی که در مورد روح و زندگی پس از مرگ، گناه و هدف خداوند وجود دارند، هزاران سال پیش در تفکر انسان شکل گرفته‌اند. او معتقد است که علم می‌تواند به این شبهه‌ها که تاکنون توسط دین پاسخ داده می‌شدند پاسخ دهد. این مستند از شبکه چهار بریتانیا (Channel 4) در سال ۲۰۱۲ پخش شد.

## قسمت اول:زندگی پس از مرگ
ریچارد داوکینز مرگ را مطرح می‌سازد. او پیشنهاد می‌دهد که علم، به جای مذهب، می‌تواند در مورد مرگ به ما بگویید. او عقاید مختلف در مورد مرگ و زندگی پس از مرگ از تودههای هیزم تشییع جنازه هندوها در هند تا آزمایشگاه ژنتیک در نیویورک را مورد بررسی قرار می‌دهد. او به‌وسیله علم‌های عصب شناسی، تکاملی و نظریه ژنتیکی به بررسی چگونگی رشد و عمر انسان و این که چرا ما آرزوی زندگی پس از مرگ را داریم

## قسمت دوم: گناه
او موضوعات مربوط به مفهوم گناه را مورد بررسی قرار می‌دهد.

## قسمت سوم: معنای زندگی
در سومین و آخرین قسمت داوکینز به بررسی چگونگی این مورد می‌پردازد، که چگونه هر دو گروه (افراد مذهبی و غیر مذهبی) برای یافتن معنا در زندگی خود مبارزه و تلاش می‌کنند.